# Supercopa de Singapur
La Supercopa de Singapur es la supercopa de Singapur. La competición fue fundada oficialmente en 2010,  enfrenta a los campeones de la Liga Premier de Singapur y los ganadores de la Copa de Singapur de la campaña anterior, y gestionada por la Federación de Fútbol de Singapur.

## Ediciones
| Año  | Campeón                           | Vicecampeón            | Marcador             | Nota |
| ---- | --------------------------------- | ---------------------- | -------------------- | ---- |
| 2008 | Singapore Armed Forces            | Home United            | 1–1 (aet) (5–4 pen.) |      |
| 2009 | S.League Foreign Players          | S.League Local Players | 2–0                  |      |
| 2010 | Singapore Armed Forces, AIK Solna | N/A                    | 1–1                  |      |
| 2011 | Tampines Rovers                   | Étoile FC              | 2–1                  |      |
| 2012 | Tampines Rovers                   | Home United            | 2–0                  |      |
| 2013 | Tampines Rovers                   | Warriors FC            | 2–1                  |      |
| 2014 | Tampines Rovers                   | Home United            | 1–0                  |      |
| 2015 | Warriors FC                       | Balestier Khalsa       | 1–0                  |      |
| 2016 | Albirex Niigata (S)               | DPMM FC                | 3–2                  |      |
| 2017 | Albirex Niigata (S)               | Tampines Rovers        | 2–1                  |      |
| 2018 | Albirex Niigata (S)               | Tampines Rovers        | 2–1                  |      |
| 2019 | Home United                       | Albirex Niigata (S)    | 0-0 (aet) (5-4 pen.) |      |